# زره صفحه‌ای

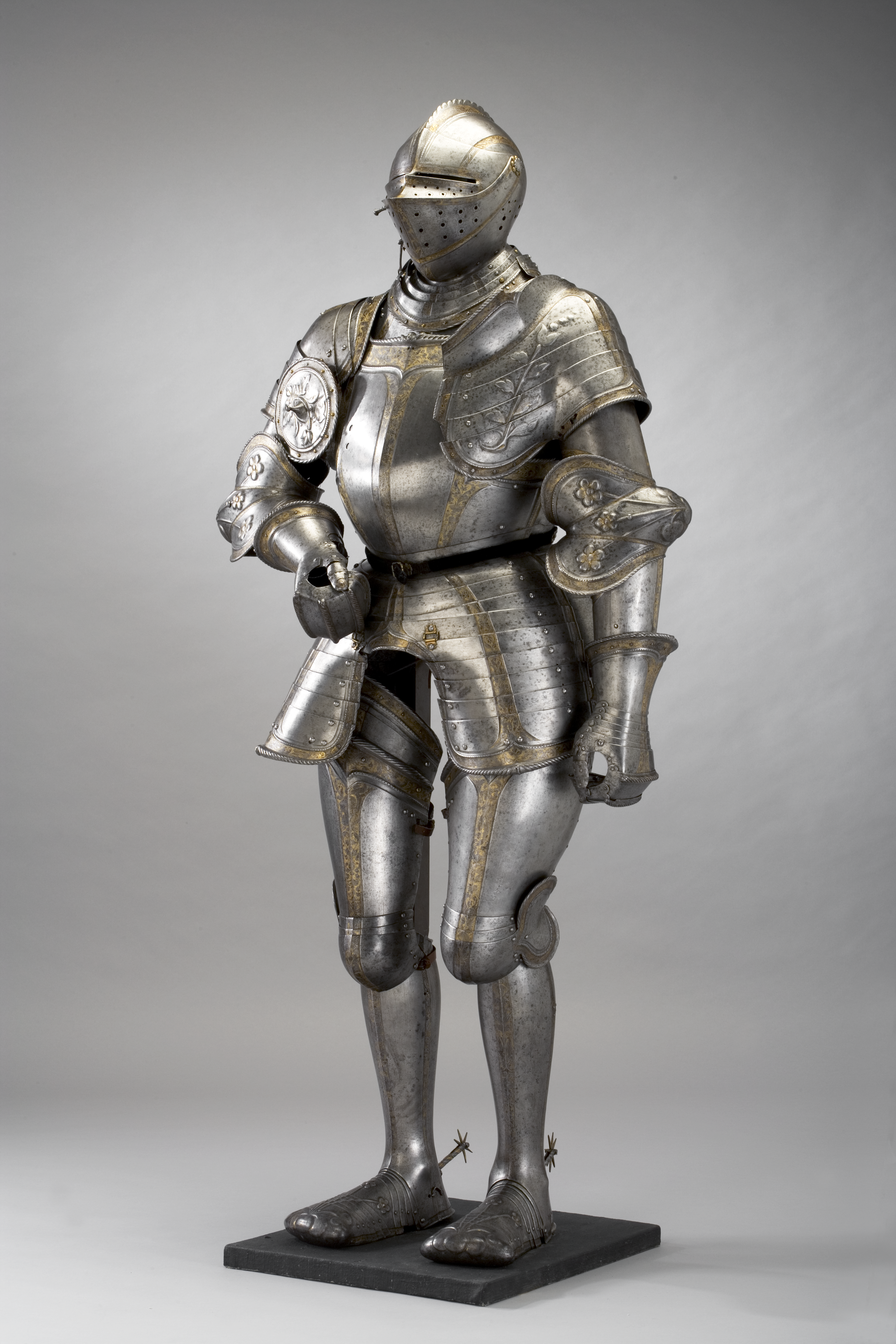
زره صفحه‌ای

زره صفحه‌ای (انگلیسی: Plate armour) یک نوع تاریخی از زره شخصی است که از صفحات برنز، آهن یا فولاد ساخته می‌شود که در لباس نمادین زره کاملاً پوشنده را در بر می‌گیرد. زره فولادی تمام صفحه در اروپا در اواخر قرون وسطای متأخر توسعه یافت، به ویژه در زمینه جنگ صدساله، از پوشش صفحه ای (محبوب در اواخر قرن سیزدهم و اوایل قرن چهاردهم) جوشن در قرن چهاردهم پوشیده می‌شد.